# 江東区立東陽中学校
江東区立東陽中学校（こうとうくりつ とうようちゅうがっこう）は、東京都江東区東陽二丁目に所在する区立中学校。

## 概要
1985年（昭和60年）に開校した。東陽小学校・南陽小学校区全域を校区とする。
生徒数は1年3学級71名、2年3学級105名、3年3学級120名、計9学級296名（2015年度）。
近隣には東京都立深川高等学校が在り、本校の生徒も進学している。

## 沿革
- 1985年4月1日 - 現在地に於いて開校。

## 交通
- 東京メトロ東西線東陽町駅徒歩6分
- 都営バス錦13系統東陽1丁目下車5分

## 部活動

### 運動部
- サッカー部
- 柔道部
- バドミントン部
- バスケットボール部
- バレーボール部
- 野球部
- 陸上部
- ダンス部

### 文化部
- アートフラワー華道部
- 科学部
- 吹奏楽部
- 創作部
- パソコン部

## 著名な卒業生
- 松坂大輔 - 元プロ野球選手（投手）[1]